# Сант'Андреа Бонађа (Трапани)
Сант'Андреа Бонађа је насеље у Италији у округу Трапани, региону Сицилија.
Према процени из 2011. у насељу је живело 807 становника. Насеље се налази на надморској висини од 13 м.